# Hans-Joachim Sewering
Hans-Joachim Sewering (ur. 30 stycznia 1916, zm. 18 czerwca 2010) – niemiecki lekarz, esesman, oskarżany o udział w zamordowaniu przez hitlerowców 900 dzieci.
W 1938 wstąpił do SS i NSDAP. W 1941 ukończył studia medyczne. Następnie skierowany jako lekarz na front wschodni, gdzie przebywał do 1942, gdy został przeniesiony do Schönbrunn. W tym czasie kierował dzieci niepełnosprawne umysłowo do szpitala Englfing-Haar pod Monachium, gdzie były mordowane. 
Po wojnie nie przyznał się do udziału w mordach, nie zdołano też postawić go przed sądem. Uhonorowany przez Związek Niemieckich Internistów w 2008 najwyższym odznaczeniem - medalem Günthera Budelmanna. W latach 1955–1991 był wybrany przewodniczącym Bawarskiego Związku Lekarzy, a w okresie 1973–1978 przewodniczący centralnego Niemieckiego Związku Lekarzy. W 1992 wybrany na prezydenta Światowego Związku Lekarzy (World Medical Association), ustąpił rok później. Profesor honorowy i doktor honoris causa Politechniki Monachijskiej. 